# Lees-McRae College Men's Volleyball
Il Lees-McRae College Men's Volleyball è la squadra di pallavolo maschile appartenente al Lees-McRae College, con sede a Banner Elk: milita nella Conference Carolinas della NCAA Division I.

## Storia
La squadra di pallavolo maschile del Lees-McRae College viene fondata nel 2006. Il primo allenatore dei Bobcats è Jamie Petrik, che resta alla guida del programma nei primi tre anni di attività. Dopo l'affiliazione alla Conference Carolinas il timone passa nelle mani di James Goodridge, che dal 2010 al 2012 raggiunge due secondi posti e una semifinale di conference. Dal 2013 la squadra è allenata da Dave Schmidlin per un triennio, passando poi nelle mani di Henry Chuang.

## Conference
- Conference Carolinas: 2010-

## Allenatori
- Jamie Petrik: 2006-2009
- James Goodridge: 2010-2012
- Dave Schmidlin: 2013-2015
- Henry Chuang: 2016-